# 王洪文
王洪文（1935年12月—1992年8月3日），吉林省长春市人，原正国级领导人，文革时期重要的中共政治人物，“四人帮”成员之一，亦是“工人造反派”的代表人物，曾任中共中央副主席，中共中央政治局常委，中共中央军委常委等要职。
王洪文出生于贫农家庭，后于1950年应征入伍，参与了朝鲜战争。1956年，王洪文从部队转业至国棉十七厂，成为高级工人。文化大革命后，王洪文积极参与工人造反派的政治运动，先后指挥或深度参与了组建工总司、安亭事件、《解放日报》事件、康平路事件、一月风暴、砸上柴联司等文革期间的历史事件。由于其工农兵背景和“造反”经历，王洪文受毛泽东青睐，并于1969年4月进入中共中央。
1973年，王洪文在中共十大上当选为中共中央副主席，一度被外界认为是毛泽东的接班人。然而，由于其资历尚浅，政治能力有限，王洪文在长沙决策事件后便被冷落。1976年9月，毛泽东逝世，王洪文大力发展民兵，意图应对反文革势力。然而在1976年10月6日，王洪文被隔离审查，其势力也遭到肃清。
1977年7月，王洪文被中共中央开除党籍，并被剥夺所有公职。1981年1月，最高人民法院特别法庭公开审判王洪文，认定其为江青反革命集团案主犯，并判处其无期徒刑，剥夺政治权利终身。1992年8月，王洪文因肝癌于北京病逝，终年56岁。

## 个人生平

### 早年生涯
1935年12月，王洪文出生于吉林省长春市绿园区西新镇开源村的一个贫农家庭。因其家境贫寒，王洪文仅念过3个月的私塾，然后便为姨父家放猪以补贴家用。1950年，王洪文由长春市郊区人民政府征募参加中国人民志愿军第27军第80师，并先后担任警卫员、通讯员，参与了朝鲜战争。1951年6月，王洪文加入中共。1952年，随部队调防无锡市。1956年复员前，王洪文进入南京预备军官训练团集训。1956年9月，以预备役少尉军衔从部队转业进上海国棉十七厂，在四纺车间当揩车工。不久，王洪文被调到二纺车间当保全工(一种技术工人)。由于王洪文人缘好，表现突出，他在1958年二纺车间的长日班党支部改选中得票较多，被推选为不脱产的党支部宣传委员。之后，他又当上二纺车间的治保主任。
1960年3月，王洪文被借调至厂保卫科做民兵工作，成为民兵连长；1960年7月，他被正式调入厂保卫科当保卫干事，自此王洪文由工人身份转为干部身份。1960年9月，他被抽调至崇明岛，参与由上海市委组织的大规模围垦行动(上海市计划在崇明岛建设副食品生产基地)。王洪文围垦了两年多的时间，期间曾因患有阑尾炎，回上海市区动了十多天的手术。围垦结束时，组织曾考虑让王洪文留下当农场干部，但他不同意。1962年12月，王洪文回到国棉十七厂继续当保卫干事。文革前夕，王洪文的月工资达64元。
王洪文参军后，部队组织学文化。起初他不愿学，有空还喜欢上山打猎。有一次，王洪文在朝鲜战场收到一封家书，请人给他念。旁边的人说：王洪文不肯学文化，不要帮他读。王洪文回忆：“这句话很刺激我，这样我就开始发奋学习，我托人从国内带来一本词典，就是这样学习了文化。”进入国棉十七厂之后，他又坚持读夜校，拿到了初中文凭。

### 文革风云
1966年5月25日，聂元梓等7人贴出中国第一份马列主义大字报，轰动北京。1966年6月初，经中央人民广播电台和人民日报的报导，大字报这一宣传手段开始为人所知。
1966年6月12日，由王洪文等共7人起草，王洪文领头签名的大字报《剥开画皮看真相》在国棉十七厂厂医务室旁的大字报栏贴出。身为第一张未经审阅且针对领导的大字报，它很快便轰动全厂。该大字报挂出不到一小时，上海棉纺公司(国棉十七厂的上级单位)的党委书记便立即赶到国棉十七厂召开厂党委紧急会议。之后，厂党委便停止了王洪文的工作。由于对厂党委不满，王洪文又在6月18日贴出第二份大字报。他的这一举动很快惊动了上海市委，于是在6月20日后上海纺织工业局工作队、上海市委工作队相继进驻工厂。
1966年11月6日，王洪文与潘国平、陈阿大等工人代表筹组造反派组织“上海工人革命造反总司令部”（简称工总司），并担任其司令一职。。1966年11月10日，由于上海市委不承认工总司的合法性，王洪文率领工总司成员发动了卧轨拦车的安亭事件。1966年12月30日，在张春桥的支持下，王洪文等十多万人围攻中共上海市委的驻地康平路，制造“康平路事件”。该事件成为文化大革命中大规模武斗的开端。
1967年1月6日，在中央文革小组的策动下，以王洪文为首的「工总司」和其他造反派组织召开“打倒上海市委大会”，会后中共上海市委被造反派组织奪权，是为“一月风暴”。1月8日，毛泽东表态支持“一月风暴”，并号召全国学习。1967年2月24日，王洪文担任上海市革命委员会副主任；4月，兼任国棉十七厂革委会主任。
1967年7月七二〇事件后，毛泽东经周恩来安排从武汉来到上海，住在西郊顾家花园414号招待所。毛泽东在观看一场批斗会的电视实况转播后，对荧幕中的王洪文印象深刻。经张春桥介绍情况，毛泽东开始注意起了王洪文。1967年夏，王洪文策动、指挥了“砸上柴联司”事件。该事件也是上海市规模最大的武斗事件。
1968年1月，王洪文兼任上海市纺织局革委会第一召集人。1968年10月1日，以上海市国庆观礼代表团领队的身份，获毛泽东亲自接见。根据徐景贤的观点：毛泽东在接见王洪文后，便开始青睐王洪文，并萌生了从工人中提拔新生力量的想法。1968年国庆观礼后，王洪文被留下列席1968年10月13日的中共八届十二中全会。随后在10月31日的闭幕会议上，毛泽东对全体参会人员说:“介绍一个人，此人叫王洪文，站起来看一看”。

### 进入中央
1969年4月，中共九大选举王洪文为中央委员。
1971年九一三事件后，王洪文与许世友负责华东地区的林彪专案工作。任职期间，王洪文与许世友配合，成功诱捕了王维国。1971年1月，中共上海市第四次代表大会选举王洪文为上海市委书记（排名第三）、上海市委常委。1972年9月，王洪文从上海被毛泽东调进北京学习。王洪文自此进入中央。据称，王洪文到北京后不习惯整天开会、谈话、批阅文件，自称一读马列著作和书报就“头痛”。王洪文喜欢高级香烟、高级名酒、高档衣服、豪华轿车，喜欢开着摩托车沿中南海兜风，晚上坐着吉普车到飞机场的草丛中去打兔子，喜欢打扑克一打就打上半个通宵。
1973年5月間，中共中央举行工作会议，以筹备召开中共十大。会上宣布，根据毛泽东的提议，中共中央政治局决定王洪文到中央工作，并同华国锋、吴德一起列席政治局会议。会议决定成立由王洪文负责的党章修改小组提出党章修改草案。8月初，中央政治局讨论了毛泽东对十大准备工作的指示，商议成立以王洪文为主任、周恩来、康生、叶剑英等为副主任的中央十大选举准备委员会，并拟出十大主席团成员、十届中央委员和候补中央委员、政治局委员和政治局候补委员、政治局常委的预选名单。

王洪文在中共十大代表中共中央作修改党章的报告

1973年8月24日晚，中共十大于北京开幕。大会通过的主席团领导成员是：主席毛泽东，副主席周恩来、王洪文、康生、叶剑英、李德生，秘书长张春桥。王洪文在十大上代表中共中央作修改党章的报告，并被为中央委员。随后，在中共十届一中全会上，年仅38岁的王洪文当选为中共中央政治局常委、中央委員會副主席。这也使得他成为继毛泽东和周恩来之后，中共名义上的第三号人物。8月28日，毛泽东因身体不适缺席中共十大闭幕式，委托王洪文代表他投票。因此王洪文被广泛认为是继林彪之后，毛泽东的第二位接班人。
王洪文担任中共中央副主席以后，毛泽东对他寄予厚望。从1973年9月12日到1974年5月29日，毛泽东先后16次让王洪文陪同他会见来访的外国国家元首和政府首脑，以便在各种场合树立他的形象，提高他的知名度，增加他的政治活动经验。不過，1974年以后，王洪文因作为“四人帮”成员搞小团体，被毛泽东批评；加上其政治能力未如期待，受到党内元老的排挤，而逐渐被毛泽东冷落。1974年1月初，江青、王洪文提出开展“批林批孔”运动，得到毛泽东的批准。江青一伙借机把矛头指向总理周恩来为代表的派系。1974年10月18日，王洪文遵照江青之意，赴长沙向毛泽东作汇报，意图反对邓小平出任国务院第一副总理。对此，毛泽东批评王洪文：“有意见当面谈，这么搞不好。要跟小平同志搞好团结。你回去后要多找总理和剑英同志谈，不要跟江青搞在一起，你要注意她。”1974年10月20日，唐闻生、王海容二人向毛泽东汇报了中央的情况，并对四人帮意图“诬陷周恩来、邓小平”之举表达不满。听取汇报后，毛泽东让唐、王二人转告周恩来和王洪文：总理还是我们的总理，四届人大的筹备工作和人事安排由总理和王洪文一起主持，同各方面商量办理。1974年12月23日―27日，毛泽东多次同飞赴长沙汇报四届人大筹备情况的周恩来、王洪文谈话。毛泽东对王洪文说：“不要搞四人帮”，“不要搞宗派，搞宗派要摔跤的”。自从这次谈话后，毛泽东开始冷落王洪文，并在1975年1月给予邓小平主持中共中央、国务院和中央军委日常工作的大权。王洪文就此曾向徐景贤埋怨：“什么主持工作，现在权都是他的，国务院是他的，军队也是他的，我只能抓抓中央读书班...这些都是主席定的呀！”
自1974年开展批林批孔运动后，云南省蒙自縣的沙甸镇形势动荡。1975年7月初，王洪文于北京接见沙甸回民代表，并向其施压：“我们对你们还是抱有希望的，有错误，犯了罪，在实际工作中将功赎罪。我们不希望你们再干错事坏事，但你们要再干，也可以。实话对你说，如果再不让工作队、解放军进村，就要打土围子了。” 由于沙甸的回民们不满于大批部队进驻，且四处张贴反对四人帮的标语和大字报。经中共中央批准，时任云南省委书记周兴根据王洪文“打土围子”的讲话精神，以镇压“反革命武装叛乱”的名义，于1975年7月29日调动部队对沙甸及临近村落实行军事包围。该军事行动至1975年8月18日结束，造成人员大量伤亡，房屋大部被毁。
1976年1月，周恩来逝世。1976年3月下旬，北京、南京等地爆发悼念周恩来，反对“四人帮”的四五运动；4月5日，该活动被中共中央政治局定性为“反革命事件”。四五运动爆发期间，王洪文打电话要求上海当局加强战备。此外，王洪文还要求上海当局指示、布置公安和民兵，以让他们联合制定“防止反革命暴乱实施方案”。

### 被捕前后
1976年9月9日，毛泽东逝世，王洪文成为中共党内排名第二的领导人，仅次于中共中央第一副主席华国锋。“四人帮”和其他政治派系都加紧夺取党和国家最高权力的步伐。:2989月11日，王洪文在中南海另设“中央办公厅值班室”，並用中央办公厅名义，通知全国各地，重大问题要及时向他们指定值班人员请示。华国锋等人认为这是王意图切断中共中央、华国锋同各省、市、自治区联系，由他们发号施令，指挥全国。:298这是毛泽东逝世后"四人帮"争夺党和国家最高领导权一个重要部署。:2989月17日，王洪文悄悄飞往上海，加紧督办“第二武装”。:2998月以来，上海方面已给民兵突击发枪74220支、炮300门、各类弹药1000多万发。:42经王洪文、张春桥不断督促，上海亲信（马天水等领导）立即紧急行动，准备武装保卫“四人帮”。与此同时，华国锋、李先念、叶剑英等人也秘密联络了中央警衛局局长汪东兴和北京卫戍部队司令吴忠等军队将领，准备武装解决政治问题。:299
1976年10月4日，《光明日报》在“四人帮”授意下登出“梁效”文章《永远按毛主席的既定方针办》。:300文章称要遵守毛的“按既定方针办”的嘱咐，这与华国锋声称的“按过去方针办”的毛的嘱托相抵触，:300加上“四人帮”活动之种种迹象，华国锋、李先念、叶剑英等觉得“四人帮”要“篡夺”党和国家最高领导权，决定先行进行反制行动。:300－301
10月6日晚上8时，华国锋、叶剑英等人假称在中南海怀仁堂召集中共中央政治局常委会议讨论《毛泽东选集第五卷》的出版，通知全体政治局常委（此时除华、叶外，只有王洪文和张春桥仍担任政治局常委。）和姚文元列席（尽管他只是政治局委员）。:301等到张、王、姚三人先后到达会议室时，华国锋分別宣布对他们实行隔离审查。:301
关于逮捕王洪文的经过，有许多说法:
1984年6月15日，汪东兴曾对中共中央党史研究室的工作人员回忆道：
“1976年10月6日下午8时，我们在怀仁堂正厅开政治局常委会。当时，华国锋、叶剑英同志就坐在那里。事先我已写好一个对他们进行‘隔离审查’的决定，由华国锋宣布。我负责组织执行。张春桥先到，宣布决定就顺利解决了。接着来的是王洪文，他有一点挣扎，当行动组的几个卫士在走廊里把他扭住时，他一边大声喊叫：‘我是来开会的！你们要干什么？’一边拳打脚踢，拼命反抗。但很快就被行动小组的同志制服了，扭着双臂押到大厅里。华国锋同志把‘决定’又念了一遍。还没等他念完，王洪文突然大吼一声，挣脱警卫人员扭缚，像头发怒的狮子伸开双手，由五六米远的地方向叶帅猛扑过去，企图卡住叶帅的脖子。因为双方距离太近，我也不能开枪。就在他离叶帅只有一两米远时，我们的警卫猛冲上去把他扑倒，死死地摁住，给他戴上手铐。随后，几个人连揪带架把他抬出门，塞进汽车拉走了。”
另外，时任中央警卫局副局长武健华就“粉碎四人帮”一事回忆到:
“ （1976年10月6日）晚7点55分，隐隐听到怀仁堂入口处不高的话音和嚓嚓的脚步声。我顺着东休息室的长廊向南瞧去，王洪文刚转弯向北走来，我飞速地分别报告华、叶、汪。突击王洪文的队员，业已虎视眈眈，设伏于门内两侧，进入临战前的紧急状态。
　　王洪文仍是往常的着装习惯，上身穿一件“制式”军上衣便装，下身着一条藏青色笔挺的西装裤，皮鞋光亮。左手提着一只文件包，挺胸直背、趾高气扬地走向正厅。看上去毫无介意地走进了小门，向华国锋、叶剑英望了望，还没来得及吭声，便被两眼射光、威武雄猛的突击队员霍际龙、吴兴禄从左右两侧，饿虎下山地扑过去，两双强劲有力的大手，紧紧地钳住王洪文的两臂，一手压下他的肩胛，一手抓住他的手腕高高提举，形成了头低腰弯的“喷气式”，这迅雷不及掩耳的“突击”，使王洪文一时晕了头脑。他涨红着脖颈，转动着不太灵便的脑袋，急促地喊了两句：“你们干什么？你们干什么？”并拼命地扭动着双臂，蹦跶着两脚，竭力妄图挣脱。霍、吴由两侧加大力度，李广银、王志民从背后狠狠抓住他的腰带，使王洪文两脚踏空，无力可施。牢牢地被禁锢在离华国锋、叶剑英副主席五米左右的正面。华国锋、叶剑英端庄正坐，态度凛然，怒目冷视。华国锋两臂依托在桌子上，面对王洪文庄严地宣布：“王洪文，你不顾中央的一再警告，继续结帮拉派，进行非法活动，阴谋篡党夺权，对党和人民犯下了不可饶恕的罪行。中共中央决定，对你实行隔离审查，立即执行。”
　　王洪文惶恐万状中，还未及做出反应，就被行动小组继以“喷气式”的架势扭离现场。在正厅“东饮水处”，一副明晃晃的铐子，“喀嚓”一声，反背卡紧了他的双手。就在上铐的刹那间，他如梦初醒，无可奈何地道出了一句实在话：“想不到你们这样快！”由此也反证了中央提前处置“四人帮”的正确决断。
　　出“东饮水处”小门，把他押上早已准备在怀仁堂东院的红旗轿车。驾驶员是精明干练，善于处理复杂情况的尚占良。置王洪文于后座中间，左、右仍由霍、吴掐住他上了铐子的双臂，王志民坐在二排副座，将王洪文夹在当中。组长李广银坐在司机旁的指挥位置上。
　　汽车迅即启动，几分钟之内，王洪文就被拘押到隔离室内。
　　在擒拿处置王洪文的过程中，外界有一种传闻。说王洪文被擒拿后，曾一度挣脱，甚至渲染成拳打脚踢，直扑华国锋、叶剑英而去等等，凡此，均属谬误流传，并非事实。”
1976年10月18日，中共中央印发中发〔1976〕16号《中共中央通知》（即“王洪文、张春桥、江青、姚文元反党集团事件通知”），要求向全体党员传达毛泽东批评“四人帮”一系列指示，说明中共中央同“四人帮”斗争经过，指导开展揭发批判“四人帮”运动。:302文件还说，有关这个反党集团的材料，“中央将陆续印发”。（12月10日及1977年3月6日、9月23日，中央先后发出《王洪文、张春桥、江青、姚文元反革命集团罪证》的材料之一、之二、之三。）1977年4月9日，王洪文被转送至秦城监狱。

1976年12月，广州的王洪文讽刺宣传画。该宣传画创作于揭批查运动期间。

### 入狱及病逝
王洪文被关押处周围自然环境良好。且根据官方的说法:当时有关部门给“四人帮”定的伙食标准是每月30元，约为当时干部机关食堂伙食费的两倍。王洪文住楼房，生活设备一应俱全。他每餐都是一荤一素一汤，每星期发二斤水果，喝两次奶粉冲的牛奶，吃一顿饺子，餐餐都有大米饭、白馒头供应。
1977年7月16日至21日，中共十届三中全会在北京召开。全会一致通过《关于王洪文、张春桥、江青、姚文元反党集团的决议》。决议提出:王洪文身为反革命阴谋集团骨干，长期进行“分裂党、篡党夺权”的阴谋活动。且根据调查核实的大量证据，已查明王洪文是“资产阶级野心家、阴谋家、反革命两面派、新生资产阶级分子”。决议最后对王洪文作出了开除党籍、撤销其党内外一切职务的处分。
1976年10月20日，中共中央成立由在京的中共中央政治局委员组成，中共中央办公厅主任汪东兴负责的“王张江姚专案组”。1976年12月10日，中共中央转发中央专案组整理的《王洪文、张春桥、江青、姚文元反党集团罪证（材料之一）》（中发〔1976〕24号文件），1977年3月6日又下发了中发〔1977〕10号文件（即《王洪文、张春桥、江青、姚文元反党集团罪证（材料之二）》），9月23日下发了中发〔1977〕37号文件（即《王洪文、张春桥、江青、姚文元反党集团罪证（材料之三）》）。在这些材料中，专案组列举了众多王洪文“贪污盗窃，挥霍国家财物，吃喝玩乐，生活腐朽糜烂”的罪证：
“王洪文非法攫取大量国家财物。在他窃踞了领导职务后，串通市轻工业局的马振龙，利用职权，以“硬性索取”、“授意试制”等手法，窃取了大型彩色电视机、红旗牌高级照相机、高级汽手枪、高级手表、石英电子手表、太阳能打火机、高级香烟、啤酒、糖果等大量轻工产品。就以食品一类来说，一次就拿高级雪茄烟三十五条，酒芯巧克力糖六十盒，酱菜罐头二十多瓶。
王洪文为了打猎，硬要给他仿制美国“奇异牌”的聚光搜索灯。工厂只好停止部份正常生产，日夜赶制，突击一周，造出二十只，王仅选去二只，耗费国家资金一万多元。又如，为王洪文专门精制五块高级占（钻）石牌双日历手表，调动了七个工厂、一个商店的四十余名技术人员，花费国家资金一万一千多元。王洪文用的保温杯，也要给他特制，加工单位仅为制杯盖，花了半个多月时间，专门制了两套模具，这一项就耗费国家资金一千六百多元。”——韩仁和、刘恩仁、吴行慎（上海市轻工业局工作人员），《王洪文、张春桥、江青、姚文元反党集团罪证（材料之二）》
揭发吸血鬼王洪文的补充材料:
1、伙食费（包括工作人员夜餐、伙补）：9207元

2、水费（按三个半月计算）：1133.62元

3、电费（按三个半月计算）：5295.60元

4、煤气费（按三个半月计算）：525元

5、汽车费（十七辆汽车）：5841元

6、煤（15吨）：660元

7、415冷气开放：1000元

总计：23662.22元——《上海市委办公室接待处揭发“四人帮”王洪文吸工人血的罪恶》
由于王洪文在“四人帮”里资历最浅，年龄最小，外界推测他之所以会向法庭完全认罪是因为其心理承受能力低下，加之以刑讯逼供所致。
据《邱会作回忆录》称:
“王洪文被捕后，所经受的痛苦是骇人听闻的！我们合监之时，王洪文因脑子受创伤还不能做系统的谈话。他说的常常是东拉西扯，词不达意。我们的谈话是从谈粉碎「四人帮」开始的。江腾蛟同王洪文比较熟悉，江对着王说：「现在你房子里铺着地毯，还有专门值班的警察，把饭送到你房子去。你还是副主席待遇嘛！」王洪文苦笑着说：「你怎么挖苦都可以！其实，我能够自己走路，时间还不长，我每天都会跌倒在房子里，这些日子是怎样活下来的，我只能模模糊糊地记起来。……我现在的身体为什么那样坏？要详细说，话就长了。他们给我上的刑具是现代化的，那种手铐一动就会自动紧固。你不挣扎还罢了，要是用力挣扎就会随之加紧，手紧箍得肿胀，疼痛难忍。我开始是关在人民大会堂的地下室，在我睡觉的房子内装有一个可以定时自响的仪器，声音不算很大，但有钻心的感觉，对人的精神刺激特别厉害。听了这种声音之后，无法入睡。这样无论昼夜都不能睡觉，我瞌睡的程度，别人是难于想象的。有一次我在喝开水，水还没有进口就睡着了。接着就‘啪’的一声响，我睁开眼睛，开水还是温的。到了监狱之后，是每两小时‘查房’一次。他们查房每次都要同我说话，即使睡着了也要叫醒，从不例外……为了要什么材料，对我搞车轮战术是常事。有时说着话就睡了，他们曾经几次给我注射过针药。只要注射了那种药，无论怎么样也睡不着，心里烦躁得特别痛苦。我坚决拒绝打针，他们就强给我注射。后来的交换条件是：只要好好交代就不打针了。”
该回忆录里还提到:
“过了三四天，我们（指邱会作一行人）坐在院子里‘放风’，王洪文最后一个出来，他刚走了没几步，人就像门板一样，直直地摔在地上，口吐白沫子，我们刚要去扶他，监管员立即说：‘千万别动，动就很危险，只有让他自己慢慢缓过来才成。’过了两三分钟，王洪文才慢慢侧过身来，鼻子磕出血，半个脸都是灰土。王洪文见我们几个坐在那里，只是一丝苦笑。”

此外前文化部副部长刘庆棠也回忆道：
记得有一次王洪文跟我们去看那几块菜地，就当散步锻炼。走着走着他突然间摔倒，迟群和我赶紧伸手搀扶他，但没抓住。卫兵不让我们动他，对我说：“老刘，他已经犯过好几次了，你们千万不要搀他，你们要搀他，十分钟才缓过来；不搀他，五分钟就缓过来了……”我们就坐在马扎上看着他，果然五分钟后他的手脚能动了。等他坐两三分钟后，想站起来，我们和卫兵搀他走了一圈。他主动问我：“庆棠，刚才我是不是患病呢？”他说，已摔过一二十次，大夫说是植物性神经紊乱，脸都摔破几次。他后来悄声地跟我说：“过去曾有一个星期摔过两次，现在大家在一起，心情好，半个月才摔一次。”
1980年12月6日上午九时，第一审判庭提审王洪文，对他进行第二次调查。法庭指控他1968年11月在张春桥的指使下，伙同徐景贤等人，借为中共九大准备材料为名，编造所谓《陈毅反动言论小集》，在上海“九大”学习班中散发，对陈毅进行诬陷迫害。同时，还搜集编造了诬陷叶剑英、李先念、陈云、陈毅、聂荣臻、李富春、谭震林等人的材料共七十六份，一千一百六十三页。王洪文表示：“我相信是事实。”审判员就起诉书指控王洪文、姚文元于1976年1至9月，指使鲁瑛派人到中央一些部门和福建、江西、浙江、江苏、四川、湖南、黑龙江搜集诬陷党政军领导干部的材料，诬蔑他们是“不肯改悔的走资派”、“还在走的走资派”、“组织还乡团”、“翻案复辟”。同时宣读了1976年6月15日《人民日报》社论和《情况汇编清样》刊登的《福建运动有发展》、《哲学社会科学部运动处于停滞状态问题很多》中诬蔑中共福建省委负责人和邓小平等中共高层领导的节录。法庭对王洪文指使酿成的上海康平路武斗事件、围攻“上海柴油机厂革命造反联合司令部”群众组织的武斗事件进行调查。王洪文对法庭所指控的犯罪事例均予以认可，同时表示“我是有罪的，我要向全国人民认罪”。12月13日，王洪文接受了审判庭的第三次调查。法庭指控张春桥、姚文元、王洪文等人以上海为基地，私自搞武装力量，在毛泽东逝世之后策动武装叛乱。
1980年12月20日上午，王洪文于最高人民法院特别法庭第一审判庭作最后陈述,并承认自己被指控的所有罪行:
“我认为最高人民检察院特别检察厅在起诉书中所指控我的犯罪事实，以及大量证据，都是事实。在法庭调查过程中，我已经如实作了回答。就今天这个机会，我向法庭表个态。‘文化大革命’运动中，我参与了林彪、江青反革命集团的反革命活动，成了这个集团的主要成员，犯下了严重的罪行。经过几年来的反省和交代，特别是在公安预审和检察院的调查过程中，使我逐步认识到了林彪、江青反革命集团，以及我个人在这个集团里面所犯罪行的严重性。最高人民检察院特别检察厅在起诉书中以大量的事实，确凿的证据，充分说明林彪、江青反革命集团的反革命罪行是极其严重的，给我们党和国家造成了不可估量的损失，真是罪行累累，罪恶滔天。我是这个集团里的一个重要成员，我的罪行是大量的，严重的，同样给党和国家造成了重大损失。特别是我犯下了参与诬陷周恩来总理、陈毅同志等中央一些领导人的严重罪行，犯下了镇压群众的严重罪行，犯下了组织帮派武装，煽动民兵武装叛乱等严重罪行。我在这里向全党、全军和全国人民认罪。我自己感到，由于陷在林彪、江青反革命集团里边很深，罪行严重，完全转变立场还要有个过程。但是我有决心转变立场，改造自己。衷心地希望政府能给我一个改造自己重新作人的机会。”
1981年1月25日，中华人民共和国最高人民法院特别法庭以组织领导反革命集团罪、阴谋颠覆政府罪、策动武装叛乱罪、反革命伤人罪和诬告陷害罪，判处王洪文无期徒刑，剥夺政治权利终身。庭审中，王洪文并未请辩护律师。
王洪文服刑于秦城监狱，其母王杨氏得知他被判刑的消息后突发脑溢血，于长春病逝。1985年，王洪文在例行体检中发现自己患了严重的肝病，经院方批准转送到公安部所属的北京复兴医院住院治疗，与张春桥同住一个医院。
1992年8月3日，王洪文因肝癌在北京去世，终年56岁。次日，新华社发布电讯公布其死讯，消息刊登在8月5号的《人民日报》第二版右下角处。

## 相关著述
代表作
- 《上海市委把炮口对准无产阶级司令部的滔天罪行》1967.1.7
- 《在上海市“深入开展对敌斗争大会”上的讲话》1968.06.24
- 《在中共“九大”全体会议上的发言》1969.04.14
- 《关于修改党章的报告》1973.08.24在中共第十次全国代表大会上

文集
- 文革风云丛书09《群众暴政与政治投机——王洪文与文革》（上册），收1967.1-1976.10的王洪文的文稿19篇，2016年6月台湾西西弗斯文化出版公司。

## 家庭
父亲王国胜，母亲王杨氏。王洪文是长子，下有三个弟弟，一个妹妹：
- 二弟王洪武，在西新乡开源村当农民。其曾任生产队队长，後又任村治保主任。文革期间，他曾为村里购置生产物资，他们一家在村里也受人尊重。1974年，他们家曾有意建造新房，后因粉碎四人帮，新房被拆。文革后，职务被撤的王洪武在村中务农。
- 三弟王洪双，1958年参军，1962年转业到陕西省武功县飞机修配厂工作。
- 四弟王洪全，在西新乡百家屯当农民，1996年因肺结核去世。
- 妹妹王桂兰，是吉林市一家庭妇女。
- 妻子崔根娣，上海人，是上海棉纺织十七厂的工人，父母皆为工人。与王洪文结婚後生有两男一女，后都于上海工作。
- 长女王亚萍，从商。
- 长子王亚军，从商。
- 次子王亚民，从商。

## 轶事
- 王洪文对三年困难时期持负面态度。他曾表示：“我东北老家没有吃的，安徽饿死几万人。我们工人应该在厂里做工，怎么到崇明去围垦！”“天灾？我看是人祸！”“党组织号召党员分挑困难，节约粮食定量，他却说：他妈的，叫老子饿着肚子干活，这是什么社会主义？什么政策？要把人都饿死了！”[4]

- 据王洪文回忆，他的幼年生活相当困苦，以至于差点在郊外饿死：“可苦啦！两三岁那年生过一场大病——其实不是病，那是饿的呀！父亲以为我死啦，就把我丢到了荒郊野外，后来摸摸好像还有点热气，又抱了回来。”[4]
- 王洪文年轻时擅于演奏乐器，入伍后曾于军乐队里吹小号（根据徐景贤的说法，王洪文吹的是黑管）。此外，据其妻崔根娣的回忆，王洪文会“拉手风琴，吹口琴。手风琴虽然拉得不专业，但能拉出个调调。”[4]
- 王洪文爱喝茅台酒，被捕以后还从他的办公室酒柜里发现不少整瓶茅台酒。当时的茅台酒在市场上买不到，价格也相对较高，1瓶6、7元钱。王洪文如果用自己的工资喝茅台，一个月工资只够买10瓶酒。但当时人民大会堂举办国宴，每次国宴结束后，都要把瓶中剩下的茅台酒并在一起，然后重新装瓶内部供应，一两块钱一瓶。王洪文看中这个机会，去买了许多次，一些人知道后就很看不起他。王海容、唐闻生甚至说：“他要到我们这里来占什么便宜，没门”。[40]
- 据负责清查王洪文住处（钓鱼台16号楼）的原中央警卫团政治部副主任陈守信回忆[41]:

“打猎、射击、钓鱼是王洪文的三大嗜好。先说打猎。他打猎多在夜间，装配有高强度照明设备的越野吉普车、高级猎枪和充足的猎弹以及盛猎物的容器等等，一应俱全。从值班秘书记事本上可以看出，隔几天就要打一次，且次次有收获，猎物大多是野兔。每次打了几只都有记载。再说射击。王洪文打枪，不分时间场合。心血来潮，出了楼门举枪就射。距16楼不远，有座小桥，这里是行人、车辆必经之地。小桥旁边有几棵种植多年长势很好的松树，不料成了他的射击靶子，被他打得遍体鳞伤。工作人员从这里路过，总是提心吊胆，就怕王洪文此时出来打枪。还有钓鱼。钓鱼台有从玉渊潭引进来的湖水，王洪文常在这里垂钓。国宾馆工作人员和警卫部队官兵有不少议论，说别的中央首长夜以继日地工作，忙得不可开交，而他为啥却如此悠闲？他还常向人夸耀，他有一副进口的高级钓竿，有人想用欧米茄手表同他交换，他都不干。”
- 由于王洪文是文革后上任的工农干部，他的工资一律由原单位（国棉十七厂）发放。因此，王洪文虽为中共中央副主席，但每个月的工资不到60元，且开会的时候还要花钱喝茶。[42]
- 1976年10月5日下午，王洪文曾对秘书廖祖康说，“我这顶乌纱帽说不定哪天就被人家摘掉了，到那时我不是做官，而是要坐牢。”为了避免牵连到家人，王洪文托廖祖康向崔根娣提出离婚。崔根娣对此表示：“他的好意我明白，只要把孩子给我，我会答应离婚。从今往后他做他的官，我做我的工，个人走个人的路。”然而，王洪文还未正式离婚，便于1976年10月6日晚上被拘捕。当王洪文成为政治犯的时候，相关领导找崔根娣谈话，崔根娣说:“王洪文犯了罪，你们怎么判我不管，可是我不离婚。他还年轻，又是苦出身，我要等他。”此后，崔根娣每年都会带着孩子，在他们的结婚纪念日（10月1号）从上海赶往秦城监狱看望王洪文。[43]